# Millville (New Jersey)
Millville is een plaats (city) in de Amerikaanse staat New Jersey, en valt bestuurlijk gezien onder Cumberland County.

## Demografie
Bij de volkstelling in 2000 werd het aantal inwoners vastgesteld op 26.847.
In 2006 is het aantal inwoners door het United States Census Bureau geschat op 28.194, een stijging van 1347 (5.0%).

## Geografie
Volgens het United States Census Bureau beslaat de plaats een oppervlakte van
115,4 km², waarvan 109,7 km² land en 5,7 km² water. Millville ligt op ongeveer 8 m boven zeeniveau.

## Plaatsen in de nabije omgeving
De onderstaande figuur toont nabijgelegen plaatsen in een straal van 16 km rond Millville.